# Jerle Shannara
(Terry Brooks, Il primo re di Shannara)
Jerle Shannara è un personaggio immaginario e uno dei principali nel preludio di Shannara: Il primo re di Shannara dall'autore fantasy Terry Brooks. Migliore amico di Tay Trefenwyd e cugino del re degli Elfi Courtann Ballindarroch nel corso del libro diventerà re a sua volta.

## Storia
Cresciuto ad Arborlon con Tay Trefenwyd, è il capitano della Guardia Reale e Consigliere del re per le questioni militari. Dotato di grande intelligenza, astuzia e forza fisica è un abilissimo guerriero. In seguito all'uccisione della famiglia reale da parte di una truppa di cacciatori gnomi agli ordini del Signore degli Inganni, parte insieme a Tay, Preia Starle, Vree Erreden e alcuni altri alla ricerca della Pietra Nera degli Elfi, magico talismano risalente al tempo di Faerie. Dopo il recupero della Pietra - che costa la vita a Tay - diventa Re degli Elfi dopo la morte dell'erede al trono Alyten Ballindarroch. 
Il druido Bremen lo raggiunge e gli consegna una Spada, in seguito chiamata La Spada di Shannara, e gli spiega la sua missione di eliminare il Signore degli Inganni. Durante la Battaglia della Valle di Rhenn Jerle affronta il Druido ribelle, ma non riusce ad ucciderlo perché non crede pienamente nel potere della spada. 
In seguito sposa Preia Starle ed ebbe tre figli. La sua missione di uccidere Brona passò al suo erede Shea Ohmsford, che diede origine alla discendenza degli Shannara-Ohmsford.
Jerle Shannara è anche il nome della nave volante utilizzata dai protagonisti della trilogia de "Il viaggio della Jerle Shannara", per attraversare lo Spartiacque Azzurro.